# پول، کورن‌وال

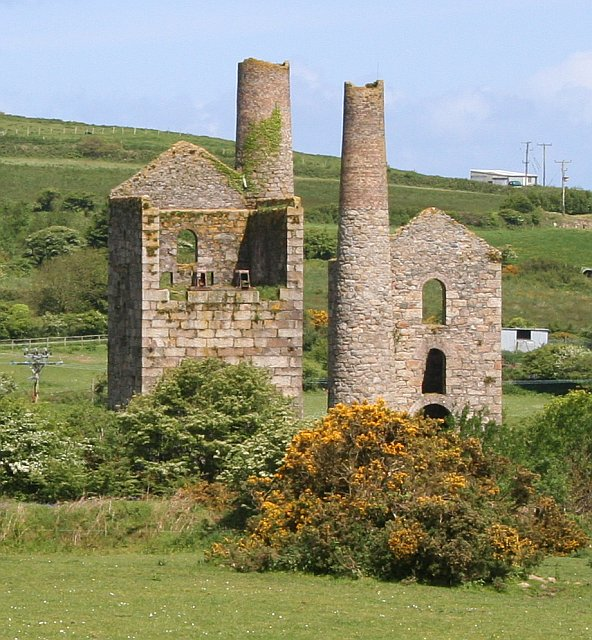

پول، کورن‌وال (کرنوالی: Poll) روستایی در غرب کورن‌وال انگلستان می‌باشد. پول بخشی از ولسوالی کلیسای ایلوگان است و بخشی از قلمرو مدنی کرن بریا، کلیسای تروانسون مکان عبادت روستا است.